# Episodi di The Following (prima stagione)
La prima stagione della serie televisiva The Following, composta da 15 episodi, è stata trasmessa negli Stati Uniti per la prima volta dall'emittente Fox dal 21 gennaio al 29 aprile 2013.
In Italia, la stagione è andata in onda in prima visione dal 4 febbraio al 13 maggio 2013 sul canale pay Premium Crime, della piattaforma Mediaset Premium. L'episodio pilota è stato reso disponibile online in anteprima dal 2 febbraio attraverso il servizio Premium Play.
| nº | Titolo originale  | Titolo italiano      | Prima TV USA     | Prima TV Italia  |
| -- | ----------------- | -------------------- | ---------------- | ---------------- |
| 1  | Pilot             | Poetica di un killer | 21 gennaio 2013  | 4 febbraio 2013  |
| 2  | Chapter Two       | Capitolo due         | 28 gennaio 2013  | 11 febbraio 2013 |
| 3  | The Poet's Fire   | Il fuoco del poeta   | 4 febbraio 2013  | 18 febbraio 2013 |
| 4  | Mad Love          | Amore folle          | 11 febbraio 2013 | 25 febbraio 2013 |
| 5  | The Siege         | L'assedio            | 18 febbraio 2013 | 4 marzo 2013     |
| 6  | The Fall          | La caduta            | 25 febbraio 2013 | 11 marzo 2013    |
| 7  | Let Me Go         | Faccia a faccia      | 4 marzo 2013     | 18 marzo 2013    |
| 8  | Welcome Home      | Pronti a tutto       | 11 marzo 2013    | 25 marzo 2013    |
| 9  | Love Hurts        | L'amore è sofferenza | 18 marzo 2013    | 1º aprile 2013   |
| 10 | Guilt             | Sensi di colpa       | 25 marzo 2013    | 8 aprile 2013    |
| 11 | Whips and Regret  | L'angelo della morte | 1º aprile 2013   | 15 aprile 2013   |
| 12 | The Curse         | La maledizione       | 8 aprile 2013    | 22 aprile 2013   |
| 13 | Havenport         | L'accordo            | 15 aprile 2013   | 29 aprile 2013   |
| 14 | The End Is Near   | La fine è vicina     | 22 aprile 2013   | 6 maggio 2013    |
| 15 | The Final Chapter | Capitolo finale      | 29 aprile 2013   | 13 maggio 2013   |

## Poetica di un killer
- Titolo originale: Pilot
- Diretto da: Marcos Siega
- Scritto da: Kevin Williamson

### Trama
Joe Carroll, uno spietato serial killer ossessionato dalle opere di Poe con un passato da stimato docente universitario di letteratura, fugge di prigione in Virginia un mese prima della sua esecuzione uccidendo cinque guardie. Sulle sue tracce c'è Ryan Hardy, un agente federale ormai ritiratosi, lo stesso uomo che otto anni (2004) prima aveva catturato Carroll. L'FBI decide di reintegrarlo nelle indagini con il ruolo di consulente, per ritrovare più facilmente Carroll. L'indagine è affidata ai Marshal, che proteggono due potenziali vittime: Sarah Fuller, l'unica vittima designata sfuggita al killer nonostante Carroll l'avesse pugnalata e la stessa Fuller abbia cercato di dissanguarsi più velocemente e Claire Matthews, la sua ex moglie e madre di suo figlio Joey, con cui l'agente Hardy ha avuto segretamente una relazione. Sulla scena del crimine, Hardy incontra nuovamente Scott Turner, ex agente della Polizia con cui aveva collaborato in passato nel caso di Carroll che è arrivato al comando dell'US Marshal. In un comando mobile dell'FBI, l'agente Mike Weston conduce un briefing su Carroll: nel 2003 il serial killer scrive un libro intitolato Il mare gotico, oggi best seller di successo ma che fu stroncato dalla critica al suo esordio, non riuscendo a vendere praticamente nulla. Durante il briefing Weston è interrotto da Hardy: anche quest'ultimo aveva scritto un libro dopo la cattura di Carroll, Poetica di un killer (The poetry of a killer), basato su Carroll stesso. In questo momento il serial killer ha ucciso 14 ragazze. Subito dopo si scopre che Hardy è stato pugnalato al cuore da Carroll, restando in vita grazie a un pacemaker. Hardy intuisce che Carroll ha usato internet durante il suo internamento per creare un seguito (in inglese: Following) di discepoli per portare a termine il suo piano e successivamente, su segnale di Carroll, una ragazza che aveva chiesto di parlare di Carroll si mette al centro della sala e si suicida conficcandosi un cacciavite in un occhio. Inoltre, nel 2003 Sarah Fuller era una studentessa di Carroll.
Hardy e i suoi colleghi, Mike Weston e Jennifer Mason, scoprono che Carroll ha cooptato una delle sue guardie carcerarie (Jordan "Jordy" Raines) e che sta addestrando l'uomo per farne un assassino. Hardy rivela che è riuscito a scoprire che Carroll era l'assassino dopo averlo pedinato ovunque per 18 mesi, incastrandolo dopo aver collegato a lui Sarah Fuller, una delle sue studentesse. Nel 2003, la Fuller, tornata a casa assieme a un'amica trova Carroll ad aspettare entrambe: il serial killer uccide l'amica e pugnala la Fuller. Sempre nel 2003, Hardy aveva rivelato alla professoressa Claire Matthews che l'assassino toglieva gli occhi alle sue vittime ed era stato indirizzato a seguire una pista su Poe dalla Matthews, all'epoca collega e moglie di Carroll, poiché c'erano delle similitudini con i romanzi di Poe, che Carroll conosceva molto bene.
2012. Quando, dopo aver parlato con Claire Matthews, Hardy capisce che Carroll ucciderà Sarah Fuller, si precipita assieme agli agenti verso la casa della ragazza, ma questa è già sparita nonostante sia sorvegliata a vista dalla polizia. La ragazza è stata rapita dai suoi due vicini, che abitavano lì da tre anni e che hanno ucciso due agenti per rapire la Fuller.
2003. Hardy, che stava ancora sorvegliando Carroll, sente delle grida provenire dalla casa della Fuller e si precipita all'interno, dov'è atteso da Carroll che lo aggredisce e lo pugnala al cuore: il serial killer va a uccidere la Fuller ma Hardy gli spara, salvando la ragazza e arrestando Carroll.
2012. Perquisendo la casa dei vicini, Weston scopre che erano tra i visitatori di Carroll in prigione e che hanno una proprietà su un lago. Dopo essersi recato all'abitazione da solo, Hardy entra nella casa e sente delle urla di Sarah Fuller, seguendole fino ad arrivare in una stanza dov'è atteso e aggredito da Carroll: le grida della Fuller erano registrate e la ragazza è già stata uccisa. Hardy si riprende e tenta di strangolare Carroll ma gli altri agenti arrivati sulla scena riescono a fermare Hardy e ad arrestare Carroll, che si consegna spontaneamente. Tornato in prigione, Carroll decide di parlare con Hardy, annunciandogli l'intenzione di "scrivere un nuovo libro assieme a lui" e che la "setta" continuerà la sua opera, ma Hardy, ancora sconvolto per non essere riuscito a salvare Sarah Fuller, gli spezza le dita prima che le guardie carcerarie possano fermarlo. Nel finale dell'episodio Denise, la tata del figlio di Carroll, si rivela essere un'altra adepta; la ragazza rapisce il piccolo Joey e fugge insieme ai vicini di Sarah Fuller.
- Guest star: Billy Brown (Agente Troy Riley), John Lafayette (Marshal Scott Turner), Steve Monroe (Jordy Raines).
- Altri interpreti: Michael Roark (Detective Warren), Melissa Ponzio (Detective Joan Garcia), Stephanie Leigh Schlund (Annie), Edloe Blackwell (Harriet), Carissa Capobianco (Linda), Susan Walters (Accusatore).
- Nota. Jeananne Goossen e Maggie Grace, nei rispettivi ruoli di Jennifer Mason e Sarah Fuller, sono accreditate nel cast principale per questo unico loro episodio.

## Capitolo due
- Titolo originale: Chapter Two
- Diretto da: Marcos Siega
- Scritto da: Kevin Williamson

### Trama
Un nuovo elemento, l'agente Debra Parker, un esperto di religioni alternative, si unisce alla squadra mentre proseguono le indagini sulla scomparsa di Joey. Il figlio di Carroll è con Emma, colei che si presumeva fosse solo una babysitter, e i vicini "gay" di Sarah Fuller, Paul e Jacob. Mentre tra i tre si crea della tensione quando, dopo aver raggiunto il nascondiglio, Emma e Jacob tornano a comportarsi come una coppia escludendo un Paul apparentemente geloso. Hardy viene attaccato da un uomo mascherato nella vecchia residenza di Emma, dove l'FBI scopre anche un nuovo cadavere. Claire cerca di scoprire da Joe dove si trova il figlio ma il loro colloquio in prigione non va come sperato. Più tardi, la donna è aggredita nella sua casa da uno dei seguaci dell'ex marito ma Hardy riesce a fermarlo in tempo. Il giorno seguente, l'uomo mascherato da Edgar Allan Poe aggredisce un uomo in strada.
- Guest star: Billy Brown (Agente Troy Riley), John Lafayette (Marshal Scott Turner), Steve Monroe (Jordy Raines), Kate Hodge (Sharon Cooper), Chinasa Ogbuagu (Agente Deidre Mitchell).
- Altri interpreti: Carissa Capobianco (Linda), Michael Drayer (Rick Kester), Selenis Leyva (Detective Morales), Todd Faulkner (Stan Fellows).

## Il fuoco del poeta
- Titolo originale: The Poet's Fire
- Diretto da: Liz Friedlander
- Scritto da: Adam Armus e Nora Kay Foster

### Trama
- Guest star: Billy Brown (Agente Troy Riley), Virginia Kull (Maggie Kester), Steve Monroe (Jordy Raines), Michael Drayer (Rick Kester), Li Jun Li (Meghan Leeds).
- Altri interpreti: Dean Alai (Agente David Sims), Ross Bickell (Dean Phillip Barnes), Todd Faulkner (Stan Fellows), Antwan Lewis (Reporter).

## Amore folle
- Titolo originale: Mad Love
- Diretto da: Henry Bronchtein
- Scritto da: Kevin Williamson e Andrew Wilder

### Trama
Dopo la morte del marito, Maggie vuole vendicarsi e cerca di attirare Ryan in una trappola. Nel frattempo Paul rivela ad Emma una bugia raccontata da Jacob.
- Guest star: Susan Misner (Jenny Hardy), Virginia Kull (Maggie Kester), Chinasa Ogbuagu (Agente Deidre Mitchell), Michael Drayer (Rick Kester), Li Jun Li (Meghan Leeds).
- Altri interpreti: Mayank Saxena (Tecnico).

## L'assedio
- Titolo originale: The Siege
- Diretto da: Phil Abraham
- Scritto da: Rebecca Dameron

### Trama
Joey Matthews, dopo aver scoperto dove Emma nasconde il cellulare, riesce a chiamare sua madre e le fornisce importanti dettagli sulla fattoria nella quale è trattenuto. Nel frattempo la resistenza fisica e la lucidità mentale di Ryan stupiscono Joe, il quale decide di accelerare le mosse del suo piano, attivando due nuovi follower.
- Guest star: Renee Elise Goldsberry (Olivia Warren), John Lafayette (Marshal Scott Turner), Albert Jones (Capitano Burke), Lisa Joyce (Agente Ava Marsden), Li Jun Li (Meghan Leeds), Tom Lipinski (Charlie Mead), Josh Segarra (Hank Flynn), Maggie Lacey (Lisa), Chinasa Ogbuagu (Agente Deidre Mitchell)
- Altri interpreti: Dean Alai (Agente David Sims), Ivan Hernandez (Agente Lopez), William Prael (Clark Sullivan), Margaret Daly (Nora Sullivan), Mark Doherty (Agente Collins).

## La caduta
- Titolo originale: The Fall
- Diretto da: Marcos Siega
- Scritto da: Shintaro Shimosawa

### Trama
L'FBI circonda la fattoria in cui è tenuto prigioniero Joey. All'interno della casa ora c'è anche Ryan che, dopo essere stato catturato e legato, cerca di creare discordia tra Paul, Jacob ed Emma. Nel frattempo anche Claire è tenuta prigioniera da Charlie, il follower che la sorveglia da quando Joe è in prigione, mentre l'avvocato Oliva Warren presenta una mozione per denunciare gli abusi ai quali Carroll è sottoposto in prigione.
- Guest star: David Aaron Baker (Dale Warden), Renee Elise Goldsberry (Olivia Warren), John Lafayette (Marshal Scott Turner), Tom Lipinski (Charlie Mead), Lisa Joyce (Agente Ava Marsden), Li Jun Li (Meghan Leeds), Albert Jones (Capitano Burke), Kristine Sutherland (Mrs. Parker).
- Altri interpreti: Brian O'Neill (Mr. Parker), Emily Robinson (Debra da ragazzina).

## Faccia a faccia
- Titolo originale: Let Me Go
- Diretto da: Nick Gomez
- Scritto da: Seamus Kevin Fahey

### Trama
- Guest star: Renee Elise Goldsberry (Olivia Warren), Nestor Serrano (Gene Montero), Tom Lipinski (Charlie Mead), Annika Boras (Louise Sinclair), Audrey Esparza (Dana Montero), Arian Moayed (David Hicks), Tom Degnan (Marshal Ferguson), Jacinto Taras Riddick (Bo), Chinasa Ogbuagu (Agente Deidre Mitchell).
- Altri interpreti: Beau Berglund (Douglas).

## Pronti a tutto
- Titolo originale: Welcome Home
- Diretto da: Joshua Batler
- Scritto da: Amanda Kate Shuman

### Trama
Joe Carroll si gode l'accoglienza dei suoi followers nella grande casa, sede della sua setta. Il suo obiettivo è di instaurare un rapporto con il figlio che, però, lo guarda ancora con diffidenza.
- Guest star: Warren Kole (Roderick), Annika Boras (Louise Sinclair), Mike Colter (Agente Nick Donovan), Tom Lipinski (Charlie Mead), Arian Moayed (David Hicks), Chinasa Ogbuagu (Agente Deidre Mitchell).
- Altri interpreti: Peggy Cosgrave (Lizzie), Kal Parekh (Aaron).

## L'amore è sofferenza
- Titolo originale: Love Hurts
- Diretto da: Marcos Siega e Adam Davidson
- Scritto da: Adam Armus e Nora Kay Foster

### Trama
Dopo il rapimento e il pestaggio di Mike Weston, i vertici dell'FBI, della CIA e delle altre agenzie di sicurezza, decidono di trasferire il comando dell'operazione a Washington. Nel frattempo Joe continua a comporre il suo romanzo. Questa volta è Amanda (follower di Joe) che, ispirandosi al fondamento romantico "L'amore è sofferenza", dovrà scrivere il prossimo capitolo del libro.
- Guest star: Warren Kole (Roderick), Mike Colter (Agente Nick Donovan), Jayne Atkinson (Mrs. Wells), Marin Treland (Amanda Porter), Annika Boras (Louise Sinclair), Jasmine Carmichael (Claire Matthews nera), Amy Hargreaves (DeeDee), Chinasa Ogbuagu (Agente Deidre Mitchell).
- Altri interpreti: Peggy Cosgrave (Lizzie), Damon Daunno (Steve), Toni D'Antonio (Claire Dobkins), Samantha Ives (Claire Matthews bianca), Kal Parekh (Aaron).

## Sensi di colpa
- Titolo originale: Guilt
- Diretto da: Joshua Batler
- Scritto da: Kevin Williamson e Shintaro Shimosawa

### Trama
Emma cerca di recuperare il rapporto con Jacob, il quale è angosciato dai sensi di colpa per aver ucciso Paul. Nel frattempo Joe cerca di conquistare la fiducia del figlio e di scoprire dov'è nascosta Claire.
- Guest star: Warren Kole (Roderick), Mike Colter (Agente Nick Donovan), Jennifer Ferrin (Molly), David Zayas (Tyson Hernandez), Tom Degnan (Marshal Ferguson), Christopher Denham (Vince McKinley), Chinasa Ogbuagu (Agente Deidre Mitchell), Tom Pelphrey (Brock Wickford).
- Altri interpreti: David Fierro (Jones), Kal Parekh (Aaron).

## L'angelo della morte
- Titolo originale: Whips & Regret
- Diretto da: Marcos Siega
- Scritto da: Kevin Williamson e Rebecca Dameron

### Trama
Dopo che Claire si è consegnata agli uomini di Joe, Ryan è ripiombato nell'alcolismo. Carroll cerca di convincerlo a non arrendersi per poter così concludere il suo romanzo, ma Ryan non sembra intenzionato ad ascoltarlo.
- Guest star: Warren Kole (Roderick), Jennifer Ferrin (Molly), John Lafayette (Marshal Scott Turner), Afton Williamson (Haley Mercury\Kate), Christopher Denham (Vince McKinley), Chinasa Ogbuagu (Agente Deidre Mitchell), Michael Pemberton (Dalton).
- Altri interpreti: Kal Parekh (Aaron).

## La maledizione
- Titolo originale: The Curse
- Diretto da: David Von Ancken
- Scritto da: Seamus Kevin Fahey e Amanda Kate Shuman

### Trama
Ryan ed il resto della squadra, alla quale si è riunito Mike perquisiscono la vecchia armeria utilizzata dalla setta come deposito munizioni e campo di addestramento per le reclute. Nel frattempo, Claire cerca di scappare dalla villa della setta insieme a Joey, mentre Joe non riesce a proseguire con la stesura del romanzo e cerca di ottenere maggiori informazioni sul passato di Ryan.
- Guest star: Warren Kole (Roderick), Mike Colter (Agente Nick Donovan), Jennifer Ferrin (Molly), Christopher Denham (Vince McKinley), Robert Bogue (Daniel Monroe), Chinasa Ogbuagu (Agente Deidre Mitchell).
- Altri interpreti: Sean Quinn Hanley (Ryan da giovane), Todd Ryan Jones (Brian Fowler), Robert C. Kirk (Bill Hardy), Kal Parekh (Aaron).

## L'accordo
- Titolo originale: Havenport
- Diretto da: Nicole Kassell
- Scritto da: David Wilcox e Vincent Angell

### Trama
L'FBI ha ormai capito che la villa della setta è situata nei dintorni della città di Havenport, nel Maryland. Per proseguire le indagini viene richiesta la collaborazione dello sceriffo di Havenport Tim Nelson alias "Roderick". Weston riconosce Roderick che, quindi, tenta di fuggire per raggiungere Carroll.
- Guest star: Warren Kole (Roderick), Mike Colter (Agente Nick Donovan), Chinasa Ogbuagu (Agente Deidre Mitchell), Mandy Siegfried (Betty Vincent).
- Altri interpreti: Jodi Applegate Kay (Reporter), Susannah Hart Jones (Melissa), Antwan Lewis (News Reporter), Rey Lucas (Agente Banks), Mark Odgers (Michael), Kal Parekh (Aaron).

## La fine è vicina
- Titolo originale: The End Is Near
- Diretto da: Joshua Batler
- Scritto da: Adam Armus e Nora Kay Foster

### Trama
Carroll spinge il punto di non ritorno verso un nuovo limite quando, frustrato, ebbro e sanguinante, prende Claire e si allontana dalla mansione, pronto a scrivere l'ultimo capitolo del suo libro. L'FBI riesce finalmente a identificare il nascondiglio del culto ma la tempistica non è delle migliori: per favorire la fuga di Carroll, i follower mettono in atto un attacco spietato che lascia sul terreno numerose vittime e i federali nuovamente disorientati. Claire fugge al controllo di Joe ma Emma e Jacob la riportano da lui e più tardi li aiutano a dileguarsi. Spaventato dal modo in cui la situazione sta precipitando, Jacob cerca di fuggire ma viene ucciso da Emma. L'agente Parker viene presa in ostaggio da alcuni uomini di Carroll e sepolta viva.
- Guest star: Kelly AuCoin (Phil Gray), Jennifer Ferrin (Molly), Meredith Hagner (Annabelle Lee\Aimee), John Lafayette (Marshal Scott Turner), Chinasa Ogbuagu (Agente Deidre Mitchell), JoAnna Rhinehart (Vicky Gray), Charlie Semine (Alex Lipton).
- Altri interpreti: Michele Ammon (Reporter #2), Jodi Applegate Kay (Reporter #1), Kal Parekh (Aaron).

## Capitolo finale
- Titolo originale: The Final Chapter
- Diretto da: Marcos Siega
- Scritto da: Kevin Williamson

### Trama
Joe e Claire hanno raggiunto il luogo, un faro su un'isola sperduta, dove lui e Ryan "scriveranno il capitolo finale del libro: la morte dell'ex moglie. Hardy è ossessionato dal desiderio di fermare Carroll ma l'ennesimo imprevisto lo tiene impegnato con l'FBI. I federali lavorano per salvare l'agente Debra Parker, sotterrata viva dai follower. Nonostante la rapidità con la quale Ryan e Mike scoprono da un cecchino che aveva tentato di ucciderli il luogo della sepoltura, i due non riescono a raggiungerla e dissotterrarla prima che possa non avere aria da respirare. Furioso, Ryan uccide l'adepto con un proiettile alla testa, prima di scoprire il manoscritto che Carroll gli ha lasciato nella bara di Debra. Quest'ultimo dice a Ryan dove incontrarlo, da solo. Pronto alla resa dei conti, Ryan raggiunge il luogo indicato. Qui lo attende Emma, la quale lo perquisisce e lo droga. Svegliatosi sull'isola qualche tempo dopo, Ryan si ritrova in una stanza con Claire e uno Joe compiaciuto che il suo piano sia andato come previsto. Hardy cerca di convincerlo a non uccidere la donna; in caso contrario sarebbe troppo banale. I due litigano, arrivano alle mani e, in una serie di eventi rocamboleschi, Carroll resta presumibilmente ucciso nell'esplosione di un magazzino di carburanti poco distante dalla struttura. Dopo i primi accertamenti, l'FBI è sicura che Carroll sia morto. Ma lo stesso non si può dire della setta. Ryan se ne rende conto quando, una volta a casa con Claire, i due sono aggrediti brutalmente da Molly, l'ex fidanzata che Ryan non immaginava fosse un seguace.
- Guest star: Jennifer Ferrin (Molly), John Lafayette (Marshal Scott Turner), Charlie Semine (Alex Lipton), Jack Gwaltney (Neil Meyer), Chinasa Ogbuagu (Agente Deidre Mitchell).
- Altri interpreti: Dylan Clark Marshall (Jack Foster), Jamil Mena (Marshal Santana).